# Listy do M.
Listy do M. is een Poolse romantische komediefilm uit 2011. De film is ook bekend onder de alternatieve titel Letters to Santa. De officiële filmposter en de plot tonen zeer veel gelijkenis met de film Love Actually uit 2003.

## Verhaallijn
Vijf mannen en vijf vrouwen ontdekken dat het onmogelijk is om te ontsnappen aan kerst en de liefde.

## Rolverdeling
| Acteur                | Personage         |
| --------------------- | ----------------- |
| Maciej Stuhr          | Mikołaj Konieczny |
| Roma Gąsiorowska      | Doris             |
| Agnieszka Dygant      | Karina Lisiecka   |
| Tomasz Karolak        | Mel Gibson        |
| Piotr Adamczyk        | Szczepan Lisiecki |
| Agnieszka Wagner      | Małgorzata        |
| Wojciech Malajkat     | Wojciech          |
| Katarzyna Zielińska   | Betty             |
| Katarzyna Bujakiewicz | Larwa             |
| Paweł Małaszyński     | Wladi             |
| Beata Tyszkiewicz     | Malina            |
| Leonard Pietraszak    | Florian           |
| Marta Ścisłowicz      | Magda             |
| Julia Wróblewska      | Tosia             |
| Adam Tyniec           | Kacper            |
| Marcin Stec           | Tomek             |
| Jerzy Pożarowski      | Janek             |